# جان کول
جان کول (John Cole) (23 نوامبر ۱۹۲۷ – ۷ نوامبر ۲۰۱۳)، یک خبرنگار و مجری تلویزیونی اهل ایرلند شمالی بود که به دلیل کارش در بی‌بی‌سی شناخته می‌شود. کول به عنوان معاون ویراستار در روزنامه‌های گاردین و آبزرور و از ۱۹۸۱ تا ۱۹۹۲ میلادی به عنوان سردبیر سیاسی در تلویزیون بی‌بی‌سی کار کرد. دونالد ماسینتایر، در اعلام فوت وی در روزنامه ایندیپندنت، از او به عنوان «شناخته‌شده‌ترین و محترم‌ترین مجری سیاسی پس از جنگ جهانی دوم» یاد نمود.

## دوران کودکی
کول در ۱۹۲۷ میلادی در بلفاست، ایرلند شمالی متولد شد، پدرش جورج کول یک انجنیر برق بود و مادرش الیس نام داشت. خانواده وی از پروتستان‌های اولستر بودند، اما کول خود را بریتانیایی می‌گفت. او تحصیلات رسمی خود را در آکادمی سلطنتی بلفاست کسب کرد.

## حرفه خبرنگاری

### روزنامه‌نگاری
کول حرفه خود در روزنامه‌نگاری را در ۱۹۴۵ میلادی، زمانی که ۱۷ ساله بود آغاز کرد و به عنوان گزارش‌گر و خبررسان صنعتی به روزنامه بلفاست تلگراف پیوست. پس از آن، او در این روزنامه به عنوان گزارش‌گر سیاسی کار نمود. وی پس از مصاحبه با نخست‌وزیر وقت بریتانیا، کلمنت اتلی که در آن زمان برای تعطیلات به ایرلند رفته بود، یک خبر دست اول را منتشر کرد.
او در ۱۹۵۶ میلادی به روزنامه گاردین که در آن وقت به‌نام منچیستر گاردین یاد می‌شد، پیوست و در رابطه به موضوعات صنعتی گزارش می‌داد. او در ۱۹۵۷ میلادی به عنوان خبررسان بخش کارگر این روزنامه در دفتر لندن موظف شد. کول که به‌جای نیستا رابرتس در ۱۹۶۳ میلادی به عنوان ویراستار اخبار این روزنامه گماشته شده بود، کاری را برای سازمان‌دهی مجدد سیستم «آماتور گونه» جمع‌آوری اخبار این روزنامه را شروع کرد. در اواسط دهه ۱۹۶۰ میلادی، کول رهبری گروهی را بر عهده داشت که مخالف ادغام با روزنامه تایمز بودند و چندی بعد او به عنوان معاون ویراستار تحت نظر آلایستر هیترنگتون خدمت کرد. هنگامی‌که هیترنگتون در ۱۹۷۵ میلادی روزنامه را ترک کرد، کول تلاش کرد تا سِمت ویراستاری را به‌دست بی‌آورد اما بنا بر دلایلی از جمله تعهد او به آرمان متحد شدن ایرلند شمالی و آنچه برخی‌ها به عنوان نداشتن انعطاف‌پذیری و قابلیت نگاه می‌کردند، نتوانست این سِمت را به‌دست بی‌آورد. کول که دیگر نمی‌خواست در گاردین ادامه دهد، به عنوان معاون ویراستار تحت دونالد تریلفورد به روزنامه آبزرور ملحق شد و برای شش سال در آنجا ماند.
پیتر پرستون، کسی که کول را مغلوب نموده و ویراستار گاردین شده بود، او را به عنوان «یک گزارش‌گر عالی در امور کارگران»، «یک ویراستار نیرومند اخبار» و «یک شخصیت پُرشور و نشات» در روزنامه توصیف کرد. همکار کول به‌نام دیوید مک‌کی نوشت که یکی از نقاط قوت وی «پرسیدن سؤال ناخوشایند بود که فرضیه‌های پوچ و سادگی‌های سطحی را فرومی‌نشاند».

### تلویزیون
پس از این‌که تاینی رولند در ۱۹۸۱ میلادی مالک انحصاری روزنامه آبزرور شد، کول شواهدی بر علیه وی به کمیسیون انحصاری ارایه کرد. او یک روز بعد تماسی از شبکه بی‌بی‌سی دریافت کرد و شغل ویراستار سیاسی، به‌جای جان سیمپسون به وی پیشنهاد شد. کول در مورد رفتن خود از روزنامه‌نگاری به گزارش‌گری در تلویزیون، این‌چنین گفت: «دعوت برای داشتن بهترین موقعیت برای نظاره بر شگفت‌انگیزترین دوره سیاست مدرن، مقاومت ناپذیر بود». او قبلاً تجربه اندکی در گزارش‌گری تلویزیون داشت اما خود را به عنوان یک «مجری طبیعی» ثابت کرد. با گزارش‌گری از بیشتر دوره نخست‌وزیری مارگارت تاچر، او به یک شخصیت مشهور در تلویزیون و رادیو مبدل شد.
حجم کار کول سلامتی او را تحت فشار قرار داده بود و او در ماه فوریه ۱۹۸۴ دچار یک حمله قلبی شد. او که در جریان همان سال و در فصل کنفرانس دوباره به گزارش‌گری برگشته بود، بمب‌گذاری در هوتل برایتون را پوشش داد و بلافاصله پس از بمب-گذاری، مصاحبه‌ای «بیاد ماندنی» با تاچر در پیاده‌رو انجام داد و طی این مصاحبه تاچر بیان داشت که کنفرانس توری به‌طور عادی برگزار خواهد شد. به عنوان یک مشاهده کننده زیرک صحنه سیاسی، کول یکی از نخستین افرادی بود که استعفای تاچر از نخست‌وزیری را طی آنچه مک‌کی آن را «احتمالاً بزرگ‌ترین مصاحبه اختصاصی وی» خواند، در ۱۹۹۰ میلادی پیش‌بینی کرد. دونالد ماسینتایر می‌نویسد که او «برای درک همگانی از وقایع دهه ۱۹۸۰، بیش از هر فردی دیگری کار کرد».
کول با داشتن سبک «با نزاکت اما با تفحص» در مصاحبه خود، برای ارزیابی‌های سیاسی و برای ارایه نمودن تحلیل به‌جای «گزارش‌گری مطبوع»، یک اعتبار قوی برای خود کسب کرده بود. مک‌کی می‌گوید که وی «انقلابی در گزارش‌گری سیاسی معمول» ایجاد کرده‌است و مسینتایر بیان می‌دارد که او «مبتکر بهترین روش در خبرنگاری سیاسی مدرن» است. کول که «عاطفه عظیم بینندگان را به خود جلب کرده بود» هم مورد اعتماد سیاسیون و هم مورد اعتماد مردم قرار داشت. او به عنوان کسی که «به زبان مردم عام صحبت می‌کند» و نه به عنوان «به اصطلاح متخصصین ویست مینستر» شناخته می‌شد، وی همچنین به «بیان‌کردن نقطه نظرهای مردان و زنان عادی» شهرت داشت. او با لهجه ایرلندی مجزای خود –که مورد هجو مجله پرایت آی قرار گرفته و برنامه تلویزیونی سپیتینگ ایمیج عروسکی از او در برنامه خود ساختند– راه را برای مجریان بی‌بی‌سی که لهجه منطقه‌ای داشتند، باز کرد.
او به عنوان یک ویراستار سیاسی در ۱۹۹۲ میلادی (به عمر ۶۵ سالگی)، چون در آن‌زمان ضروری می‌دانست، بازنشسته شد اما به ظاهر شدن در تلویزیون ادامه داد و برنامه‌های در مورد خلیج و سفر می‌ساخت. وی همچنین چندین سال پس از بازنشستگی از سِمت ویراستار سیاسی، در برنامه ویست مینستر لایف بی‌بی‌سی ظاهر شد.

### نویسندگی
افزون بر مقاله‌های مرتبط با خبرنگاری، کول چندین کتاب نیز نوشت. نخستین کتاب‌های وی شامل فقیرِ زمین در مورد کشورهای در حال توسعه و کتاب سال‌های تاچر (۱۹۸۷) بود. وی پس از این‌که از ویراستاری سیاسی از بی‌بی‌سی بازنشسته شد، مدت زمان بیشتری را به نوشتن پرداخت. خاطرات سیاسی وی تحت عنوان، آن‌گونه که به من معلوم شد، در ۱۹۹۵ میلادی منتشر شده و پرفروش‌ترین کتاب سال شد. او همچنین رمانی به نام یک صلح ابرآلود (۲۰۰۱) نوشت که در مورد زادگاه وی بلفاست در ۱۹۷۷ بود.
در ۲۰۰۷ میلادی، او مقاله‌ای برای ژورنال بررسی خبرنگاری بریتانیا نوشت و در آن هم از سیاسیون و هم از رسانه‌ها برای این حقیقت که چگونه با یک حرمت پایین نسبت به هواداران پارلمانی دیده می‌شد انتقاد کرد، او در این مقاله به ویژه به تأثیر آلستایر کمپبیل در جریان نخست‌وزیری تونی بلیر حمله کرد.

## جوایز
در ۱۹۶۶ میلادی، مؤسسه اسینهاور فلوشیپ کول را برای نمایندگی از بریتانیا انتخاب کرد. او در ۱۹۹۱ میلادی جایزه خبرنگار سال را از انجمن سلطنتی تلویزیون به‌دست‌آورد. پس از بازنشستگی‌اش در ۱۹۹۲ میلادی، او مدرک افتخاری دکترای دانشگاه را از دانشگاه آزاد بریتانیا حاصل نموده و همچنین جایزه ریچارت دیمبلبی را از آکادمی هنرهای فیلم و تلویزیون بریتانیا (BAFTA) در ۱۹۹۳ میلادی به‌دست‌آورد. در ۱۹۹۳ میلادی، او پذیرفتن نشان فرمانده والا مقام امپراتوری بریتانیا (CBE) را به دلیل قانون روزنامه گاردین که طبق آن خبرنگاران تنها می‌توانستند هدایای را دریافت کنند که طی ۲۴ ساعت مصرف می‌شود، رد کرد.

## زندگی شخصی
کول در زندگی خصوصی خود طرف‌دار حزب کارگر بود و به اتحادیه‌های تجارتی باور داشت. او باور داشت که مبارزه با بی‌کاری یکی از مهم‌ترین مسائل سیاسی است. او یک جمهوری‌خواه بریتانیایی و یک مسیحی راسخ بود و در اواخر زندگی خود با کلیسای یونایتید ریفورم چرچ در کینگستون آپون تیمز، هم‌نشینی داشت. همکار وی به‌نام پیتر پریستون، او را یک فرد «گرم، سخی و نوعی از همکاری که همه ما آرزو داریم آن‌گونه باشیم» توصیف کرد.